# Schleuse Kriegenbrunn
Die Schleuse Kriegenbrunn wurde in der Zeit von Juli 1966 bis April 1970 im Rahmen des Baues der Bundeswasserstraße Main-Donau-Kanal errichtet und am 23. September 1972 in Betrieb genommen. Da sie baufällig ist, wird seit 2014 der Neubau unter laufendem Betrieb geplant. Der Planfeststellungsbeschluss ist 2018 erfolgt. Der Bau durch die Arbeitsgemeinschaft, bestehend aus Ed. Züblin AG, der Züblin Spezialtiefbau GmbH und der BAUER Spezialtiefbau GmbH, soll von April 2024 bis zum Frühjahr 2032 dauern. Nach Inbetriebnahme der neuen Schleuse soll die alte Schleuse zurückgebaut werden. Sie ist als Sparschleuse mit drei Sparbecken westlich der Schleusenkammer ausgeführt und liegt unmittelbar südlich der Lände Frauenaurach.

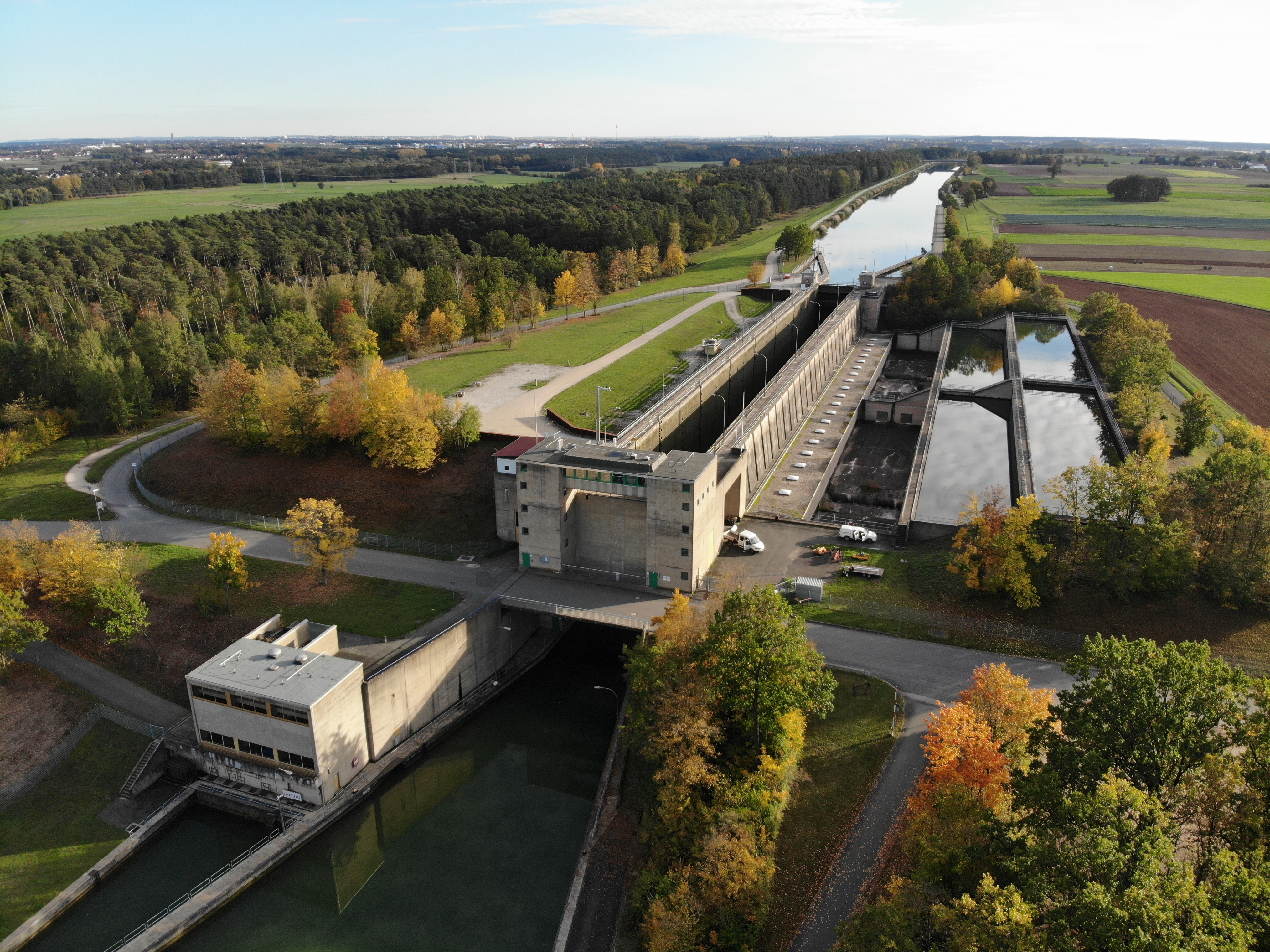
Luftbild (2019)
Rechts der Schleusenkammer die drei Sparbecken.

## Schleuse
Die Kammer der Schiffs-Einzelschleuse liegt bei Kanal-Kilometer 48,66, hat bei einer Kammerlänge von 200 m eine nutzbare Länge von 190 m und eine Nutzbreite von 12 m.
Das Oberwasser hat eine Höhe von 303,1 m ü. NN, die des Schleusen-Unterwassers liegt bei 284,8 m ü. NN. Die Schleusungs-Fallhöhe beträgt 18,3 Meter.
Die Kammer hat ein Volumen von 44.835 m³, pro Schleusung werden 18.375 m³ Wasser benötigt. Durch die Hub- und Senkgeschwindigkeit von 1 m/min ergibt sich eine Schleusungsdauer von rund 18 Minuten.

## Steuerung
Die Schleuse hat einen eigenen Kommandostand, der seit 2007 auch als Revierzentrale der WSV dient. Von dort aus werden auch die Schleusen Nürnberg, Eibach und Erlangen ferngesteuert. Ab 2024 soll die Steuerung von zwölf Schleusen aus der Leitzentrale Nürnberg erfolgen, später die aller 16 Kanalschleusen.
Die Schleuse ist, außer bei Betriebsstörungen wie beispielsweise Unfällen, Wartungsarbeiten oder Eisgang, ganzjährig rund um die Uhr betriebsbereit und nachts beleuchtet. Im Ober- und Unterwasser bestehen jeweils Schleusenvorhäfen für die Berufsschifffahrt, Warteplätze mit Sprechstellen für die Freizeitschifffahrt und Slipanlagen für Kleinfahrzeuge. Kleinfahrzeuge werden nur tagsüber und meist zusammen mit der Großschifffahrt abgefertigt. Muskelkraftgetriebene Wasserfahrzeuge werden nicht geschleust; für diese steht an den Slipstellen ein bepfandeter Transportwagen zum händischen Umsetzen bereit.

## Betriebsstörungen
- Am 22. Juni 2004 führte ein Wassereinbruch im Maschinenraum eines Gütermotorschiffes zu einem Feuerwehreinsatz an der Schleuse Kriegenbrunn.[11]
- Am 21. Oktober 2009 wurde beim Anlegemanöver einer Person die Hand eingequetscht und hierbei Gliedmaßen teilweise abgetrennt.[12]
- Am 19. Januar 2010 havarierte ein Motorschiff an dem in der Schleuse aufgestautem Treibeis und verlor hierbei einen Anker. Durch die Bergung wurde die Schifffahrt kurzfristig behindert.[13]
- Am 27. Mai 2013 blieb ein Tankschiff mit dem zu wenig eingefahrenen Steuerhaus an einem Betonpfeiler der Schleusenbrücke hängen.[14]
- In der Nacht vom 10/11. September 2016 verunglückte ein voll besetztes Kreuzfahrtschiff an einer Brücke nördlich der Schleuse, da ebenfalls das Steuerhaus nicht abgesenkt war. Zwei Besatzungsmitglieder wurden dabei eingequetscht und verloren ihr Leben. Die Bergung der Fahrgäste, Besatzung und des Schiffes im Nachgang gestalteten sich schwierig.[15]